# NGC 7566
NGC 7566 је спирална галаксија у сазвежђу Рибе која се налази на NGC листи објеката дубоког неба.
Деклинација објекта је - 2° 19' 49" а ректасцензија 23h 16m 37,4s. Привидна величина (магнитуда) објекта NGC 7566 износи 13,6 а фотографска магнитуда 14,5. NGC 7566 је још познат и под ознакама MCG -1-59-10, PGC 70901.